# Pirowskoje
Pirowskoje (russisch Пировское) ist ein großes Dorf (selo) in der Region Krasnojarsk in Russland mit 3007 Einwohnern (Stand 14. Oktober 2010).

## Geographie
Der Ort liegt etwa 180 km Luftlinie nördlich des Regionsverwaltungszentrums Krasnojarsk im äußersten Südosten des Westsibirischen Tieflands. Er befindet sich an der Belaja, einem linken Nebenfluss des Jenissei-Zuflusses Kem.
Pirowskoje ist Verwaltungszentrum des Rajons Pirowski sowie Sitz und einzige Ortschaft der Landgemeinde (selskoje posselenije) Pirowski selsowet.

## Geschichte
Das Dorf wurde 1668 als eine der frühen russischen Ansiedlungen in der Region unter dem Namen Nowomangaseiskaja sloboda gegründet (von russisch nowo- für „neu-“ und nach der Stadt Mangaseja). Bald erhielt es die Bezeichnung Pirowschtschina nach dem Bojarensohn Alexei Pirow, die sich mit der Zeit in die heutige Form wandelte.
Im 19. Jahrhundert wurde Pirowskoje Verwaltungssitz einer Wolost des Ujesds Jenisseisk, seit 4. April 1924 ist es Zentrum eines nach ihm benannten Rajons.

## Bevölkerungsentwicklung
| Jahr | Einwohner |
| ---- | --------- |
| 1897 | 949       |
| 1939 | 2190      |
| 1959 | 2908      |
| 1970 | 3560      |
| 1979 | 3526      |
| 1989 | 4059      |
| 2002 | 3292      |
| 2010 | 3007      |

Anmerkung: Volkszählungsdaten

## Verkehr
Nach Pirowskoje führt die Regionalstraße 04K-019, die etwa 60 km östlich beim Dorf Galanino am Jenissei, südlich des benachbarten Rajonzentrums Kasatschinskoje von der 04K-044 (Jenisseiski trakt, ehemals R409) abzweigt, die Krasnojarsk mit Jenisseisk verbindet. Weiter in nördlicher Richtung verläuft die 04K-013 ebenfalls ins knapp 100 km entfernte Jenisseisk. Diese führt knapp 20 km von Pirowskoje beim Dorf Troiza an der nächstgelegenen Bahnstation Pirowskaja der Zweigstrecke der Transsibirischen Eisenbahn von Atschinsk nach Lessosibirsk vorbei.
Am Südrand des Dorfes befindet sich ein kleiner Flugplatz (ICAO-Code UNIO), der seit den 1990er-Jahren außer Betrieb ist.